# MoBlock
A MoBlock egy nyílt forráskódú (GPL) Linux alkalmazás, amely képes egy meghatározott címtérből vagy címekről érkező hálózati kapcsolatok blokkolására.
A Moblock működése hasonlít egy másik nyílt forrású IP-szűrő programhoz, a PeerGuardian-hoz. A tervek között szerepel a Phoenix Labs és a Moblock együttműködése, hogy a PeerGuardian for Linux néven egyesüljön a két projekt.
A jelenlegi verzió a 0.8-as.

## Külső hivatkozások
- MoBlock Honlap
- MoBlock Debian csomagok